# شدة التيار الكهربائي

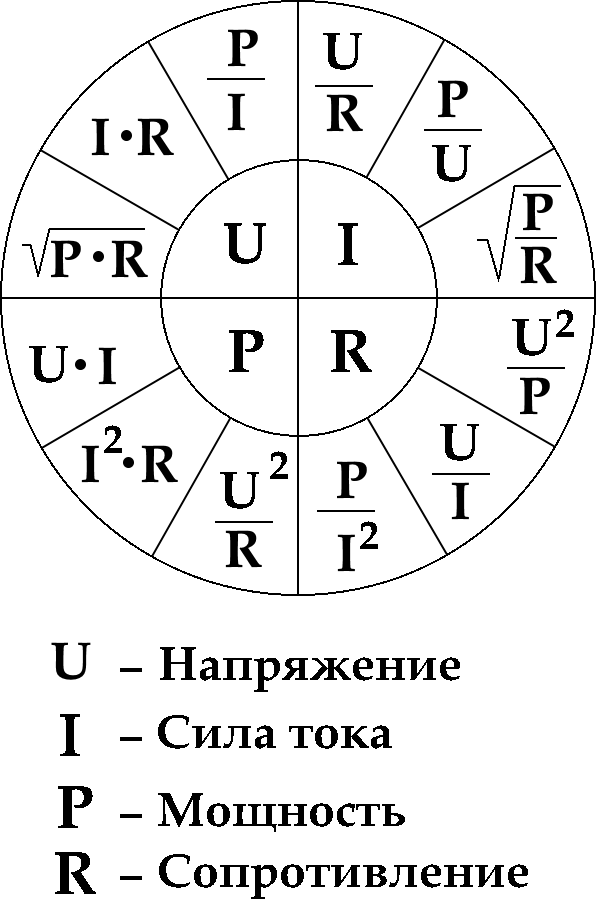

شدة التيار الكهربائي (بالإنجليزية: Intensity of Electric Current)‏ يحدث التوصيل الكهربائي عبر الموصلات الكهربائية نتيجة لحركة الإلكترونات الحرة خلال هذه الموصلات تحت تأثير مجال مغناطيسي أو مجال كهربائي.
تعرف شدة التيار الكهربائي بكمية الكهرباء التي تمر عبر المقطع المستعرض للموصل في وحدة الزمن. ووحدته هي الأمبير.أو تعرف بانها المعدل الزمني لمرور كمية من الكهربية .
تساوي شدة التيار الكهربائي أمبيرا واحدا عندما يرسب هذا التيار 1,1180 ملغم فضة عند مروره في محلول نترات الفضة القلوي لزمن قدره ثانية واحدة.
يحسب من العلاقة Q÷t حيث ان Q هي كمية الشحنة الكهربية و t هو زمن مرور هذه الشحنة في الموصل
علاقة شدة التيار مع الاستطاعة:
تتعلق الاستطاعة بتحويل الطاقة لجهاز كهربائي بقيمة التوتر بين طرفيه وشدة التيار الكهربائي المار فيه أثناء الاشتغال